# Bouyon
Bouyon (Boione in italiano desueto e occitano) è un comune francese di 477 abitanti situato nel dipartimento delle Alpi Marittime della regione della Provenza-Alpi-Costa Azzurra.

## Società

### Evoluzione demografica
Abitanti censiti